# Choco-Story Brussels
Choco-Story Brussels is een particulier museum in Brussel gewijd aan chocolade- en cacaoproducten. Het museum werd in 1998 gesticht door Gabrielle Draps en wordt nu beheerd door haar dochter, Peggy Van Lierde. Leden van de familie Draps zijn chocolatiers sinds het begin van de twintigste eeuw. Jo Draps stichtte in 1926 het chocolademerk Godiva.
In het chocolademuseum worden films vertoond over de productie van cacao en chocolade, en machines die gebruikt worden voor het smelten en mengen van chocolade en het vervaardigen van pralines, truffels (bonbons) en ganache. Het ontvangt geen subsidies van de overheid.

## Gebouw
Het museum is gevestigd in een beschermd gebouw uit 1697, De Valck genaamd, waar eerder een brouwerij gevestigd was. Het gebouw bestaat uit drie woonlagen onder een zadeldak, de laatbarokke voorgevel is bepleisterd en witgeschilderd. Op de gevel is het jaartal "1697" aangegeven. Het gebouw onderging in 1938 een restauratie volgens plannen van architect François Malfait.

## Fotogalerij

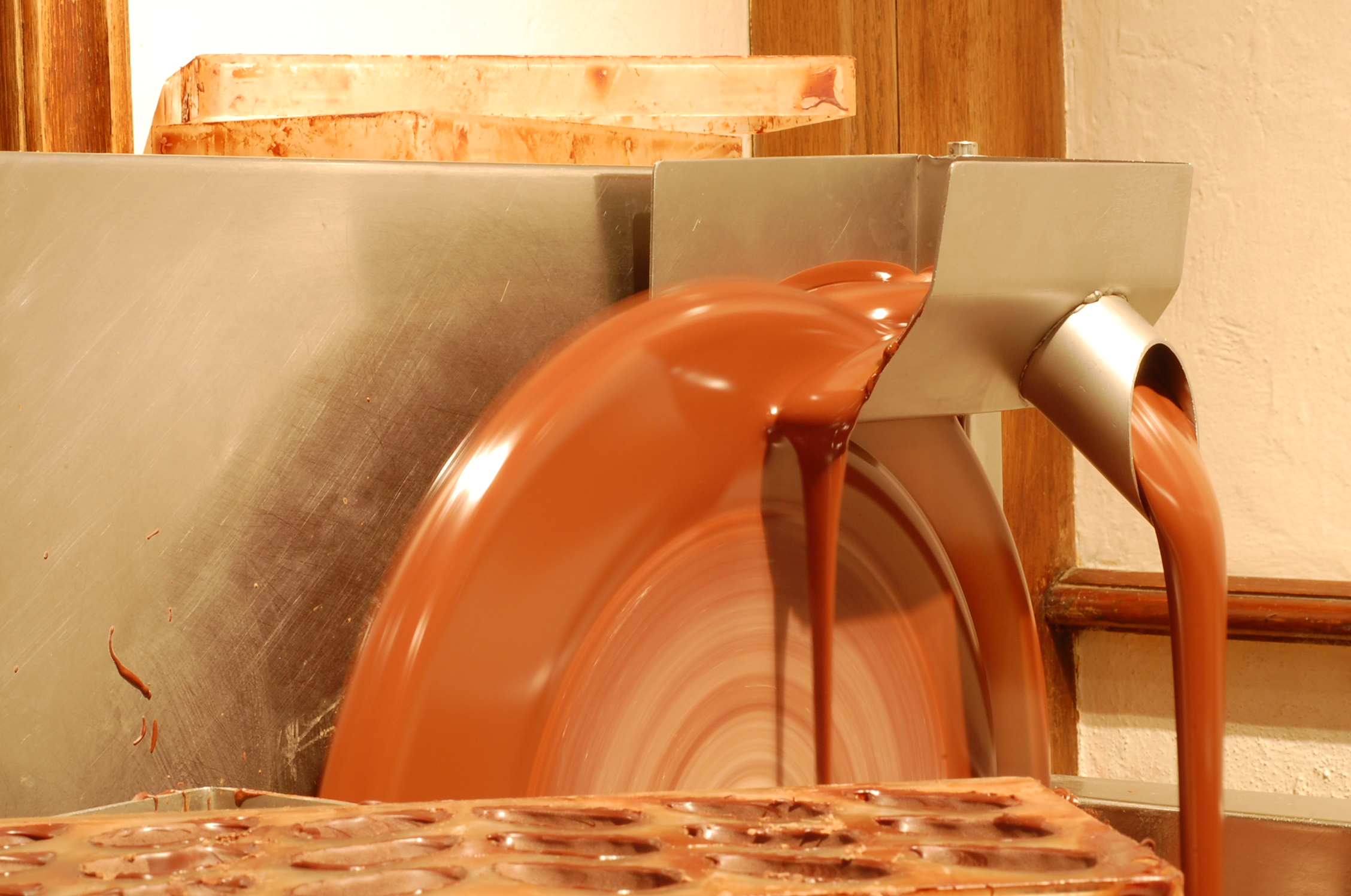
Smeltmachine